# Великі Шиди
Великі Шиди́ (рос. Большие Шиды, башк. Оло Шиҙе) — присілок у складі Нурімановського району Башкортостану, Росія. Входить до складу Баш-Шидинської сільської ради.
Населення — 456 осіб (2010; 451 у 2002).
Національний склад:
- марійці — 95 %